# Maria Winowska
Maria Winowska (ur. 8 lutego?/21 lutego 1904 w Skałacie, zm. 4 kwietnia 1993 w Paryżu) – polska pisarka i publicystka katolicka. Siostra prof. Leszka Winowskiego i dr Janiny Winowskiej.

## Życiorys
W 1927 ukończyła studia z filologii klasycznej i romańskiej na Uniwersytecie im. Jana Kazimierza we Lwowie. Była asystentką Edwarda Porębowicza. Od 1931 do 1934 pracowała w księgarni, a następnie wydawnictwieVerbum w Warszawie. W 1933 należała do założycieli pisma „Verbum” i została w nim w 1934 pierwszym sekretarzem redakcji. Ustąpiła jednak z tej funkcji już po pierwszym numerze wobec różnicy zdań z ks. Władysławem Korniłowiczem. Od 1940 przebywała w Tuluzie we Francji, była uczestniczką francuskiego ruchu oporu, m.in. wydawała podziemne pismo „Służba”. Po wojnie była aktywną działaczką polskiej emigracji we Francji.
W 1950 roku otrzymała Nagrodę Akademii Francuskiej za książkę Le Fou de Notre-Dame. Le père Maximilien Kolbe.
Była bliską współpracowniczką Stefana Wyszyńskiego w czasie jego pobytów zagranicznych. W 1956 opublikowała pod pseudonimem „Claude Naurois” książkę Dieu contre dieu?: drame des catholiques progressistes dans une église du silence a 1962 pod pseudonimem „Pierre Lennert” książkę L'Eglise catholique en Pologne opisującą politykę władz komunistycznych wobec Kościoła. W latach 70. była jednym z mężów zaufania Polskiego Porozumienia Niepodległościowego.
Opublikowała wiele książek w języku polskim i francuskim, m.in. Prawdziwe oblicze Ojca Pio, kapłana i apostoła (1955), Papież Epifanii. Paweł VI (1970), Sekret Maksymiliana Kolbego (1971), Prawo do Miłosierdzia. Posłannictwo Siostry Faustyny (1974), Jan Paweł II, Cały dla Wszystkich (1979), Opowieść o człowieku który wybrał większą wolność (Paryż – 1953; Kraków – 1992).